# 惑景天
惑景天（学名：Sedum dolosum）是景天科景天属的植物，是中国的特有植物。分布于中国大陆的云南等地，生长于海拔1,430米的地区，常生长在岩石表面，目前尚未由人工引种栽培。